# Comté de San Diego
Pour les articles homonymes, voir San Diego (homonymie).
Le comté de San Diego est un comté situé à l'extrême sud de l'État de Californie, à la frontière entre les États-Unis et le Mexique. Selon le bureau du recensement des États-Unis, le comté avait une population de 3 298 634 habitants en 2020, ce qui en fait le deuxième comté de l'État et le cinquième des États-Unis par sa population. Son siège de comté est la ville de San Diego.

## Histoire
La colonisation de la région commença avec la fondation de la mission San Diego de Alcalá par les espagnols en 1769.
Le comté de San Diego est l'un des comtés originels de la Californie créés en 1850. Son nom provient de la Baie de San Diego. Des parties du comté furent par la suite séparées pour créer le comté de Riverside en 1893 et le comté d'Imperial en 1907.

## Géographie
Selon le Bureau du recensement, le comté a une superficie totale de 11 721 km2 dont 7,20 %, soit 843 km2, sont constitués d'eau.
La topographie du comté est variée[évasif]. Sur son côté ouest, il est bordé par l'océan Pacifique par une côte d'une centaine de kilomètres. Des montagnes enneigées s'élèvent au nord-est, à l'est s'étend le désert de Sonora tandis que la forêt nationale de Cleveland se trouve au sud-est.
Le nord du comté de San Diego est connu au niveau local sous le nom de North County et possède ses propres caractéristiques[Lesquelles ?].

### Comtés limitrophes
| Comté d'Orange | Comté de Riverside |                  |
|                | San Diego          | Comté d'Imperial |
|                |                    |                  |

## Démographie
| 1850 | 1860  | 1870  | 1880  | 1890   | 1900   |
| ---- | ----- | ----- | ----- | ------ | ------ |
| 798  | 4 324 | 4 951 | 8 018 | 34 987 | 35 090 |

| 1910   | 1920    | 1930    | 1940    | 1950    | 1960      |
| ------ | ------- | ------- | ------- | ------- | --------- |
| 61 665 | 112 248 | 209 659 | 289 348 | 556 808 | 1 033 011 |

| 1970      | 1980      | 1990      | 2000      | 2010      | 2020      |
| --------- | --------- | --------- | --------- | --------- | --------- |
| 1 357 854 | 1 861 846 | 2 498 016 | 2 813 833 | 3 095 313 | 3 298 634 |

## Lieux d’intérêt

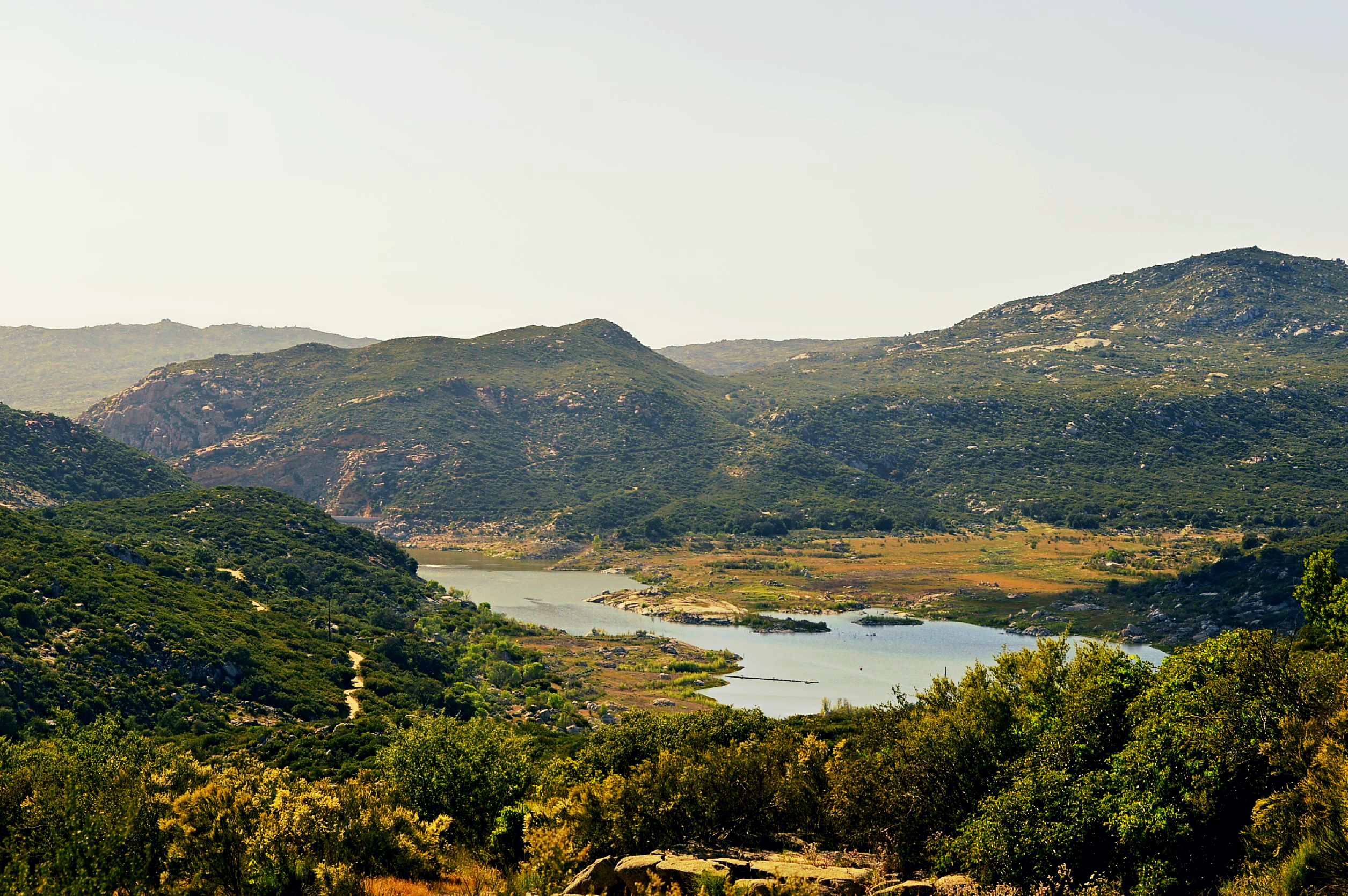
Le lac Morena, dans la forêt nationale de Cleveland.

- Le Mount Laguna Observatory est un observatoire qui appartient et est géré par l'Université d'État de San Diego.
- L'observatoire Palomar est dirigé par le California Institute of Technology.
- La Ramona Valley, région productrice de vin, est située à 45 km au nord-est de San Diego.
- Le Wild Animal Park.
- Parc d'État de Cuyamaca Rancho
- Oceanside Pier, une jetée en bois à Oceanside, d'une longueur de 596 mètres.
- Pont à tréteaux de Goat Canyon, le plus grand du monde en bois cintré de tréteaux

## Municipalités du comté

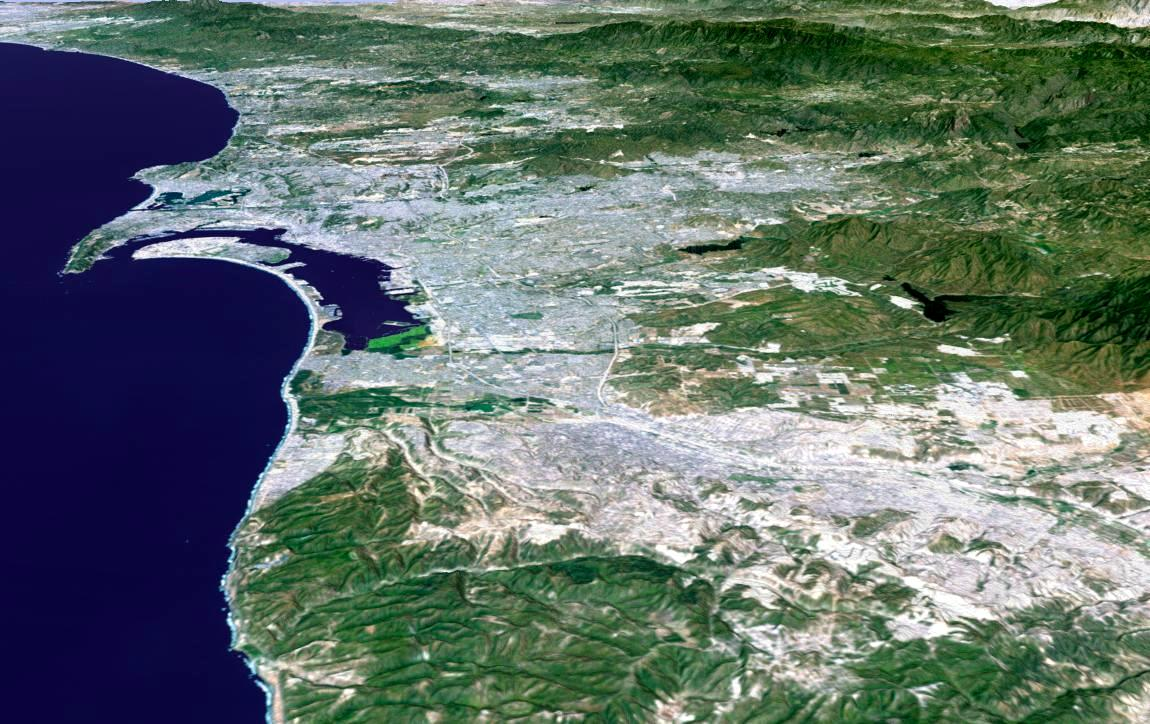
La zone San Diego–Tijuana vu par satellite.

- Borrego Springs
- Carlsbad
- Chula Vista
- Coronado
- Del Mar
- El Cajon
- Encinitas
- Escondido
- Imperial Beach
- La Mesa
- Lemon Grove
- National City
- Poway
- Oceanside
- San Diego
- San Marcos
- Santee
- Solana Beach
- Vista

## Transport
L'aéroport international de San Diego est le principal aéroport du comté.
Les routes et autoroutes majeures sont :
- Interstate 5
- Interstate 8
- Interstate 15
- Interstate 805
- U.S. Highway 395
- California State Route 11
- California State Route 15
- California State Route 52
- California State Route 54
- California State Route 56
- California State Route 57
- California State Route 67
- California State Route 74
- California State Route 75
- California State Route 76
- California State Route 78
- California State Route 79
- California State Route 94
- California State Route 125
- California State Route 163
- California State Route 188
- California State Route 282
- California State Route 905

## Loisirs
- Le Bayside Trail, un sentier de randonnée.